# 国际社会主义联盟 (南非)
国际社会主义联盟（英語：International Socialist League，缩写为ISL）是南非最早成立的马克思主义政党。该党成立于1915年9月，创始人是戴维·伊冯·琼斯。该党主要受世界产业工人联盟和德莱昂主义影响。1921年2月12日，该党和开普敦共产党、开普敦犹太人社会主义学会、约翰内斯堡犹太人社会主义学会、德班马克思俱乐部等白人革命团体合并为南非共产党。该党曾加入国际社会主义委员会。